# أحمد إكراوا
أحمد محمد رجب كراوع (مواليد 21 إبريل 1989 في طرابلس) لاعب كرة قدم ليبي دولي يجيد اللعب كمهاجم.

## المسيرة الدولية
لعب أحمد محمد كراوع في كأس أمم إفريقيا للمحليين 2022 مباراة واحدة.و كان أول هدف له مع المنتخب الليبي ضد إسواتيني

## أندية لعب لها
1- الأهلي بنغازي 2018
2- الأهلي طرابلس ( سبتمبر 2018 - أغسطس 2019 )
3- هلال الشابي ( 4 أغسطس 2019 - ديسمبر 2021 )
4- الأهلي طرابلس ( 1 يياير 2020- سبتمبر 2022 )
5- الأهلي بنغازي ( 1 سبتمبر 2022 - يوليو 2023 )
6- الأهلي طرابلس ( 19 يوليو 2023 - الآن )